# Magnus Palmblad
Magnus Palmblad, född 3 augusti 1728 i Karlshamns församling, Blekinge län, död 2 maj 1798 i Tingstads församling, Östergötlands län, var en svensk präst.

## Biografi
Palmblad föddes 1728 i Karlshamns församling. Han var son till inspektorn Magnus Palmblad och Anna Maria Kling på Säby säteri. Palmblad blev höstterminen 1747 student vid Uppsala universitet och avlade magisterexamen vid Greifswalds universitet 1761. Han prästvigdes 14 augusti 1757 och blev kapellpredikant vid Marieborgs herrgård, Östra Eneby församling 1763. Den 20 oktober 1766 blev han komminister i Viby församling och avlade 4 november 1744 pastoralexamen. Han blev 11 juni 1777 kyrkoherde i Tingstads församling och avled där 1798.

### Familj
Palmblad gifte sig första gången 9 mars 1760 med Catharina Engvall (1736–1791). Hon var dotter till inspektorn Jöns Engvall och Mariia Pallin på Fiskeby. De fick tillsammans barnen Anna Maria Palmblad (1761–1762), kommissionslantmätaren Magnus Palmblad (1762–1832) i Jönköping, Carl Adolph Palmblad (1764–1767), Fredric Julius Palmblad (1766–1766), Maria Charlotta Palmblad (1767–1767), Gustaf Palmblad (1768–1769), Adolph Ulric Palmblad (1770–1770), Johan Petrus Palmblad (1771–1771), Fredric Ulric Palmblad (1772–1773), Eva Catharina Palmblad (1773–1774), Carl Gustaf Palmblad (1775–1775), Carl Fredric Palmblad (1776–1786), Ulrica Sophia Palmblad (1778–1855) som var gift med kronofogden Per Georg Åberg i Norra och Södra Vedbo och fältpredikanten  Alexander Herman Palmblad vid Östgöta lantvärnsbrigad.
Palmblad gifte sig andra gången 9 september 1872 med Sophia Catharina von Block (1703–1768). Hon var dotter till ryttmästaren Carl Gabriel von Block och Hedvig Sophia Brandberg. De fick tillsammans barnen Carl Jacob Palmblad (1793–1794), Anton Julius Palmblad (född 1795) och Carolina Sophia Palmblad (1797–1799). Efter Palmblads död gifte Sophia Catharina von Block som sig med stadsjusteraren Adollph Albert Edman i Norrköping och handlanden J. O. Wetterling i Norrköping.